# Mazzano Romano

Gemeentehuis

Mazzano Romano is een gemeente in de Italiaanse provincie Rome (regio Latium) en telt 2621 inwoners (31-12-2004). De oppervlakte bedraagt 28,9 km², de bevolkingsdichtheid is 90 inwoners per km².

## Demografie
Mazzano Romano telt ongeveer 1061 huishoudens. Het aantal inwoners steeg in de periode 1991-2001 met 16,2% volgens cijfers uit de tienjaarlijkse volkstellingen van ISTAT.
| Jaar | Inwoneraantal |
| ---- | ------------- |
| 1991 | 2182          |
| 2001 | 2536          |

## Geografie
De gemeente ligt op ongeveer 200 m boven zeeniveau.
Mazzano Romano grenst aan de volgende gemeenten: Calcata (VT), Campagnano di Roma, Castel Sant'Elia (VT), Faleria (VT), Magliano Romano, Nepi (VT).